# Route départementale 699 (Haute-Vienne)
Pour les articles homonymes, voir Route 699.
La route départementale RD 699 est une route départementale de la Haute-Vienne, qui relie Chez Quinque commune de Séreilhac à la limite de la Dordogne. Il s'agit de l'ancienne RN 699.
Elle traverse le sud-ouest de la Haute-Vienne d'est en ouest
Elle continue sous le même nom jusqu'en Charente-Maritime et passe à Angoulême

## Communes traversées
Gorre • Cussac • Saint-Mathieu •